# La fragua de Dios
La fragua de Dios (en inglés The Forge of God) es una novela de ciencia ficción del escritor estadounidense Greg Bear, publicada originalmente en 1987. En esta obra la humanidad enfrenta la destrucción a manos de misteriosas entidades extraterrestres, y se discuten varias posibles explicaciones para la célebre paradoja de Fermi, explicando por qué no ha ocurrido el esperado contacto con civilizaciones no humanas.
Esta novela fue nominada para el premio Nébula de 1987 y el premio Hugo de 1988.

## Trama
El protagonista es Arthur Gordon, astrónomo y exfuncionario de un organismo similar a SETI, que se entera antes que la mayoría de la inexplicable desaparición de la luna Europa de Júpiter. Poco después un equipo de geólogos encuentran una misteriosa colina de reciente formación en el Valle de la Muerte, así como una extraña criatura, obviamente alienígena y moribunda que les informa que "hay malas nuevas". El gobierno toma a la criatura y a los testigos en reclusión para investigarlos. 
Durante una entrevista con la criatura revela que los días de la Tierra y la humanidad están contados, pues el planeta está siendo atacada por "devoradores de mundos", atraídas por las ondas de radio emitidas por la humanidad.
La noticia es un shock para Arthur Gordon y su equipo, que trabaja en el gobierno de Estados Unidos, pero más para el presidente, cuyas creencias religiosas milenaristas son exacerbadas por la noticia del inminente final. La humanidad se entera de otra presencia alienígena cuando el gobierno de Australia revela públicamente que han establecido contacto con extraterrestres que ofrecen amistad, conocimientos y tecnología. Cuando confrontan a los aliens con la información contradictoria, niegan todo conocimiento pero se auto-destruyen, aumentando la confusión.
El escritor de ciencia ficción y reportero Trevor Hicks sospecha algo y logra entrar a la zona en cuarentena, para ser detenido y para su sorpresa, tomado como confidente del presidente, que le explica lo que sucede. Hicks pasa rápidamente de la excitación al horror, al notar el desarraigo en el gobierno y la actitud apocalíptica que empieza a adoptar el presidente. Eventualmente abandona la comitiva presidencial, para afrontar su destino en otra parte.
Las actividades de los alienígenas se confirman como hostiles al descubrirse enormes cantidades de bombas de hidrógeno en el fondo oceánico, luego dos meteoroides hechos de neutronium y antineutronium impactan en el océano, hundiéndose de inmediato en el subsuelo. Los físicos no tardan en descubrir la naturaleza de los meteoros, y que ambos van a colisionar en el interior de la Tierra en cuestión de pocos meses, generando una enorme explosión que con la detonación de las bombas submarinas destruirá el planeta.
Con los días contados y sabiendo con certeza la fecha, la humanidad enfrenta el final de muchas maneras, que son descritas en historias paralelas en la novela (la de Arthur Gordon y su familia en primer plano), pero por lo general, no es el pánico el que domina, sino la tristeza y el recogimiento. Mientras observan lo que en apariencia es una guerra en el Sistema Solar exterior entre fuerzas desconocidas, y otros fenómenos portentosos en Marte y Venus, pero que comparados con la certeza de la muerte, pasan casi inadvertidos.
Entre la confusión y la apatía general, una segunda fuerza alienígena comienza a actuar en secreto: tomando el control de una gran cantidad de seres humanos, busca recolectar todo el conocimiento, muestras de seres vivos y ADN de la biósfera terrestre. Eventualmente Trevor Hicks es reclutado, primero contra su voluntad, pero luego con total cooperación por los que pronto son llamados Benefactores, que a lo largo de la trama se establece que quieren también evacuar algunos seres humanos en naves espaciales construidas en la misma Tierra. Luchan con los "devoradores de planetas" en el espacio, y han empezado a terraformar Marte y Venus, para servir de hogar para los refugiados de la Tierra. Empero éstos no pueden hacer nada ya para cambiar el destino de la Tierra, ni el de Hicks, que muere en un ataque de los destructores a las ciudades.
Debido a sus conocimientos y experiencia, Arthur Gordon es también escogido por los Benefactores. Su nave abandona la Tierra y se evidencia que lo hace justo a tiempo, pues los refugiados pueden presenciar la destrucción del planeta desde las ventanas del vehículo. El resto de la humanidad muere.
Un representante de los Benefactores se presenta ante los refugiados, y les explica que son representantes de La Ley, la cual es al parecer una coalición de varias especies, con el propósito de castigar a los que destruyen planetas habitados. El castigo para dicho crimen es la extinción, y los humanos deberán enviar representantes en una misión a la búsqueda de los destructores.
- Datos: Q7734817